# Hamfest

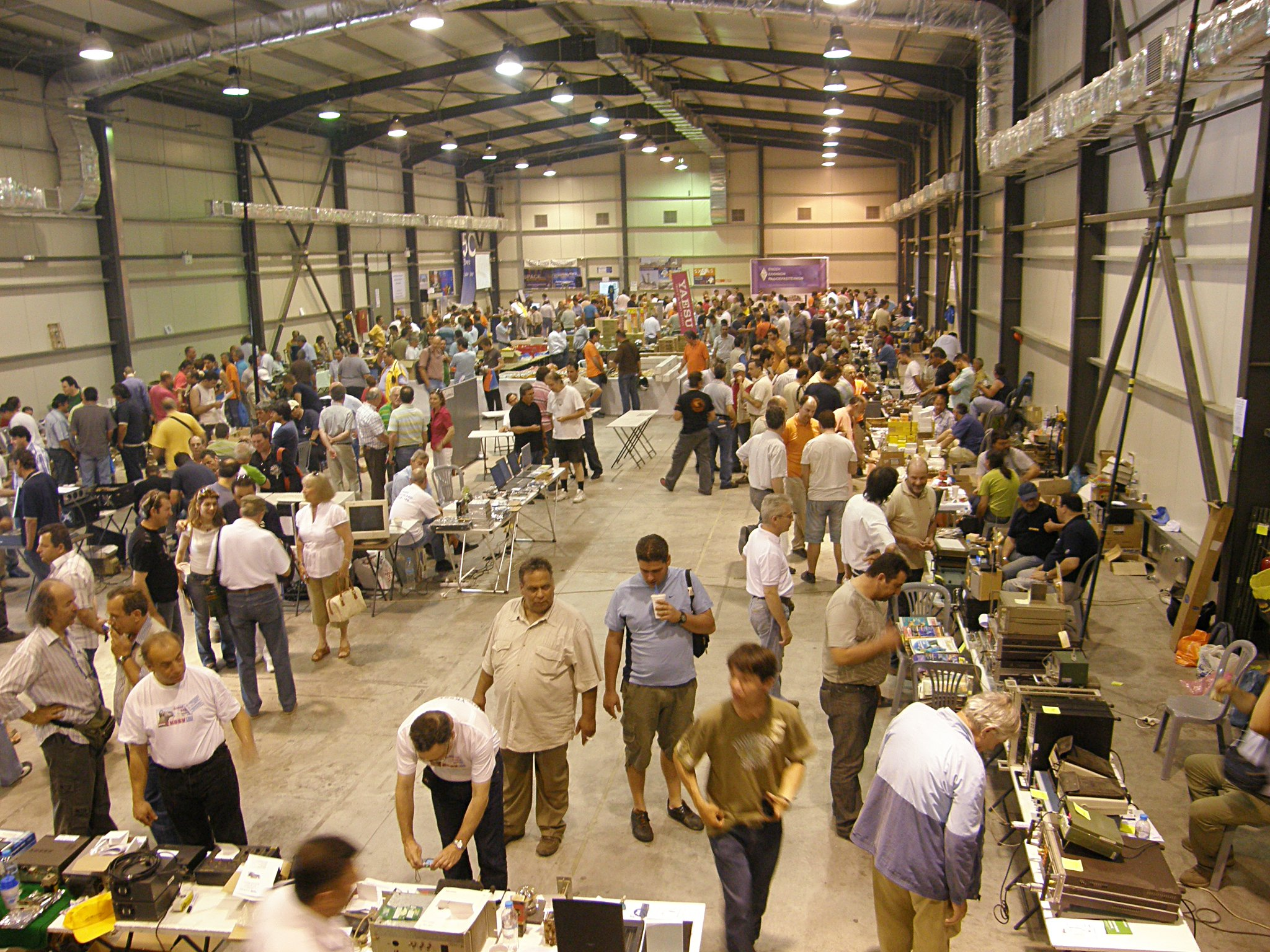
Hamfest des griechischen Amateurfunkverbands RAAG in Athen (2008).

Ein Hamfest (aus dem Englischen abgeleitetes zusammengesetztes Wort aus Ham und Festival), deutsch etwa „Amateurfunkveranstaltung“, ist, ähnlich wie eine Convention, eine Zusammenkunft, in diesem Fall von Funkamateuren. Letztere werden auch im Deutschen häufig kurz als Hams bezeichnet.
Ein Hamfest dient in erster Linie als Treffpunkt zum Erfahrungs- und Meinungsaustausch für Funkamateure und die nationalen und internationalen Verbände, in denen sie organisiert sind. Die Zusammenkunft ist häufig verbunden mit einer Messe, auf der Amateurfunkgeräte und Zubehör wie Antennen präsentiert werden, sowie einem Flohmarkt, hier oft genannt „Funkflohmarkt“, auf dem alte und gebrauchte Geräte, Bauelemente wie Elektronenröhren sowie neue und alte Fachliteratur zum Kauf angeboten werden. Darüber hinaus gibt es oft ein Rahmenprogramm mit Fachvorträgen zum Thema.
Zu den weltweit bekanntesten Hamfests gehören die HAM Radio in Friedrichshafen, die Ham Fair in Tokio und die Hamvention in Dayton (Ohio). Diese finden in der Regel jährlich statt. Darüber hinaus gibt es zahlreiche weitere Hamfests an vielen Orten der Welt.